# مجانسات العظاءة الملكية
مجانسات العظاءة الملكية (الاسم العلمي: †Basilosaurinae) هي أسرة من الثدييات المنقرضة تتبع فصيلة العظاءات الملكية من رتبة مزدوجات الأصابع.

## أجناس
- العظاءة الملكية (الاسم العلمي: †Basilosaurus)